# Tony Gunawan
Tony Gunawan (Surabaya, Indonesia, 9 de abril de 1975) es un deportista estadounidense de origen indonesio que compitió en bádminton, en la modalidad de dobles.
Participó en dos Juegos Olímpicos de Verano, en los años 2000 y 2012, obteniendo una medalla de oro en Sídney 2000, en la prueba de dobles (junto con Candra Wijaya). Ganó dos medallas de oro en el Campeonato Mundial de Bádminton, en los años 2001 y 2005, y una medalla de oro en los Juegos Panamericanos de 2011.

## Palmarés internacional
| Representando a Indonesia      |                          |                |        |
| Juegos Olímpicos               |                          |                |        |
| Año                            | Lugar                    | Medalla        | Prueba |
| 2000                           | Sídney (Australia)       | Medalla de oro | Dobles |
| Campeonato Mundial             |                          |                |        |
| Año                            | Lugar                    | Medalla        | Prueba |
| 2001                           | Sevilla (España)         | Medalla de oro | Dobles |
| Representando a Estados Unidos |                          |                |        |
| Campeonato Mundial             |                          |                |        |
| Año                            | Lugar                    | Medalla        | Prueba |
| 2005                           | Anaheim (Estados Unidos) | Medalla de oro | Dobles |
| Juegos Panamericanos           |                          |                |        |
| Año                            | Lugar                    | Medalla        | Prueba |
| 2011                           | Guadalajara (México)     | Medalla de oro | Dobles |